# Verordening Kunstmatige Intelligentie
De Verordening artificiële intelligentie (AI Act) is een Europese verordening waarbij een gemeenschappelijk regelgevend en juridisch kader voor de regulering van kunstmatige intelligentie is ingevoerd. De ontwerp-AI-wet is de eerste poging – wereldwijd – om een horizontale regeling voor kunstmatige intelligentie vast te stellen.

## Toepassingsgebied
Het toepassingsgebied omvat alle sectoren (behalve militaire) en alle soorten kunstmatige intelligentie (KI). Als productregelgeving verleent het voorstel geen rechten aan individuen, maar regelt het de aanbieders van kunstmatige intelligentiesystemen en entiteiten die er beroepshalve gebruik van maken.

## Commissievoorstel (2021)
Het voorgestelde rechtskader viseert het specifieke gebruik van KI-systemen en de daaraan verbonden risico's. De Commissie stelt voor een technologieneutrale definitie van KI-systemen in het EU-recht op te nemen en een classificatie voor KI-systemen in te stellen met oplopende eisen en verplichtingen, vanuit een "risicogebaseerde aanpak":
- KI-systemen met "onaanvaardbare" risico's zouden worden verboden;
- KI-systemen met een "hoog risico" zouden worden toegestaan, maar onderworpen aan een reeks eisen en verplichtingen om toegang te krijgen tot de EU-markt;
- voor KI-systemen met een "beperkt risico" zouden enkel lichte transparantieverplichtingen gelden.[2]

## Procedure
Reeds in december 2018 werd een eerste ontwerp gepubliceerd inzake ethische richtsnoeren voor betrouwbare kunstmatige intelligentie, waarop via een open raadpleging meer dan 500 commentaren werden ingestuurd. De Europese Commissie hanteerde aanvankelijk een soft law-benadering, en op 8 april 2019 presenteerde de deskundigengroep haar “ethische richtsnoeren voor betrouwbare kunstmatige intelligentie”.
In 2021 koos de Commissie echter voor een wetgevende aanpak, en op 21 april 2021 publiceerde ze een eerste ontwerpverordening. De tekst voorziet ook de oprichting van een European Artificial Intelligence Board, die zal belast worden met de uitvoering van de wetgeving en het vastleggen van optimale werkwijzen. Een nieuw regelgevingskader inzake kunstmatige intelligentie werd noodzakelijk geacht, aangezien het bestaande kader, waaronder wetgeving inzake gegevensbescherming en non-discriminatie onvoldoende werden geacht om de risico's van AI-technologieën aan te pakken. De bestaande EU-regelgeving inzake veiligheidsproducten zou dan aangevuld worden met een nieuwe machineverordening met veiligheidsvoorschriften voor een nieuwe generatie producten zoals 3D-printers.
Op 7 december 2022 bereikten de ministers van telecommunicatie een akkoord, met onder meer basisafspraken over de werking van AI-systemen en de ondersteuning van gebruikers. Het Europees Parlement en de Europese Commissie gingen dan verder onderhandelen, met het oog op een definitief akkoord, verwacht in het najaar van 2023. Op 11 mei 2023 werd alvast in de commissies overeenstemming bereikt. Het Parlement legde op 14 juni zijn onderhandelingspositie over de verordening vast: verbod op AI voor biometrische surveillance, vermelding dat content door AI is gegenereerd, en AI-systemen om kiezers te beïnvloeden worden beschouwd als “hoog risico”. De onderhandelingen met de lidstaten over de definitieve vorm van de wet konden daarmee van start gaan. De wet zou 20 dagen na de bekendmaking ervan in het Publicatieblad in werking treden. De meeste regels zijn 24 maanden daarna volledig van toepassing.
Op 8 december 2023 bereikten de onderhandelaars van het Europees Parlement en de Raad een politiek slotakkoord rond de ontwerpverordening, en op 2 februari 2024 gingen de lidstaten akkoord. Het akkoord is op woensdag 13 maart 2024 vastgesteld door het Europees Parlement. Het werd unaniem goedgekeurd door de Raad van de Europese Unie op 21 mei 2024. 
Verordening (EU) 2024/1689 trad in werking op 1 augustus 2024, en is van toepassing op 2 augustus 2026, met overgangsbepalingen, naargelang het risico, tot 2 februari 2025, 2 augustus 2025 en 2 augustus 2027 (art. 113).

## Gedragscode
De gedragscode waarop platformen vrijwillig kunnen intekenen werd in juli 2025 voorgesteld en moet dienen als leidraad voor bedrijven om zich aan te passen aan de AI-wetgeving van de EU, waarvan de eerste set regels op 2 augustus van kracht wordt. Ze gaan onder meer over de documentatie van AI-systemen, een verbod op het trainen van AI via gestolen content en vragen ontwikkelaars om gebruikers de optie te geven om de AI-tools niet te gebruiken (een 'opt-out'). 
Meta is het eerste grote platform dat aangeeft zich niet te zullen aansluiten bij de gedragscode. OpenAI zal dat wel doen, het Franse Mistral heeft de tekst al ondertekend. Andere bedrijven als ASML en Airbus hebben de EU gevraagd om de uitrol van de AI Act met twee jaar uit te stellen.